# Pseudopulex
Pseudopulex je rod dávno vyhynulého parazitického hmyzu, patřícího zřejmě do řádu blechy (Siphonaptera).

## Charakteristika
Tyto pravěké "blechy" žily v době jurské a křídové periody druhohorní éry a mezi jejich hostitele tak patřili nejspíš i opeření neptačí dinosauři (spolu s ptakoještěry, pravěkými savci a praptáky). Nápadná je značná velikost těchto blech, samičky druhu P. magnus měřily na délku až 23 mm, což je zhruba desetinásobek velikosti dnešních blech. Oproti současným blechám měli zástupci tohoto rodu více dorzoventrálně zploštělé tělo, kratší nohy bez skákavé funkce a delší drápky pro uchycení na těle hostitele. Jejich ústní aparát zahrnoval bodavý sosák, kterým zřejmě dokázali prorazit i kůži menších dinosaurů, jejichž krví se pak tito parazité živili. Samičky jsou u tohoto rodu podstatně větší než samečci.

## Objev a popis
Tento rod byl formálně popsán roku 2012 týmem čínských paleontologů. Fosilie byly objeveny v jemnozrnných sedimentech druhohorního stáří na území Vnitřního Mongolska a provincie Liao-ning na severovýchodě Číny.

## Druhy
Dnes jsou rozlišovány dva druhy tohoto rodu, starší jurský P. jurassica (stáří asi 165 milionů let) a mladší raně křídový P. magnus (stáří kolem 125 milionů let).